# Lista de episódios de The Noite com Danilo Gentili (6.ª temporada)
Esta lista contém os episódios da sexta temporada do late-night talk show The Noite com Danilo Gentili, exibidos pelo SBT desde o dia 11 de março de 2019, que teve a exibição do The Noite Awards como primeiro programa. O primeiro entrevistado foi o humorista e apresentador Fábio Porchat, em 12 de março de 2019. O último entrevistado desta temporada foi o cabeleireiro Rodrigo Cintra, em 27 de dezembro de 2019. 

## Março
| N.º | Data de exibição    | Convidado(s)                           |
| --- | ------------------- | -------------------------------------- |
| 1069 | 11 de março de 2019 | The Noite Awards                       |
| Uma premiação para marcar a abertura da nova temporada em 2019 e comemorar o aniversário de 5 anos do programa. Em um cenário montado para a ocasião, Danilo apresentou os destaques que passaram pelo programa neste período. Os ‘vencedores’ de sete categorias, entre elas ‘Revelação Bombástica’, ‘Melhor Quadro’ e ‘Melhor Susto’, receberão um troféu que traz o rosto de Gentili esculpido, o ‘Comendador de Ouro’. O especial contou com comentários de Diguinho e Rubens Ewald Filho, além de uma orquestra no palco e apresentações musicais de Z-Maguinho e Gleyfy Brauly. Além disso, Juliana e Roger interpretarão ‘Shallow’ em uma versão irreverente. |                     |                                        |
| |                     |                                        |
| |                     |                                        |
| 1070 | 12 de março de 2019 | Fábio Porchat                          |
| Danilo Gentili entrevista Fábio Porchat. Ele fala sobre ter sido o primeiro convidado de Danilo na estreia do The Noite, em 2014, também falou sobre o fim de seu talk show. Ele revelou estar desenvolvendo um programa no GNT e comenta sua nova série “Homens”, que estreia na próxima semana no Comedy Central. Porchat comentou ainda os próximos projetos do Porta dos Fundos. |                     |                                        |
| |                     |                                        |
| |                     |                                        |
| 1071 | 13 de março de 2019 | Maisa Silva                            |
| Danilo recebe Maisa Silva. Ela conversa sobre o lançamento de sua atração, o “Programa da Maisa”. |                     |                                        |
| |                     |                                        |
| |                     |                                        |
| 1072 | 14 de março de 2019 | Maiara e Maraisa                       |
| Danilo Gentili recebe Maiara e Maraisa para falarem sobre as novidades da carreira. Durante a conversa, no entanto, há um beijo entre apresentador e Maraisa. |                     |                                        |
| |                     |                                        |
| |                     |                                        |
| 1073 | 15 de março de 2019 | Carol Oliveira; Ariel Barbeiro         |
| |                     |                                        |
| |                     |                                        |
| |                     |                                        |
| 1074 | 18 de março de 2019 | Peppino Di Capri; Leo Dias             |
| |                     |                                        |
| |                     |                                        |
| |                     |                                        |
| 1075 | 19 de março de 2019 | Silvetty Montilla; Felipe Moura Brasil |
| |                     |                                        |
| |                     |                                        |
| |                     |                                        |
| 1076 | 20 de março de 2019 | Carlinhos Maia e Lucas Guimarães       |
| |                     |                                        |
| |                     |                                        |
| |                     |                                        |
| 1077 | 21 de março de 2019 | Geraldo Magela e Kaquinho Big Dog      |
| |                     |                                        |
| |                     |                                        |
| |                     |                                        |
| 1078 | 22 de março de 2019 | Dee Snider                             |
| |                     |                                        |
| |                     |                                        |
| |                     |                                        |
| 1079 | 25 de março de 2019 | Matheus Mazzafera                      |
| |                     |                                        |
| |                     |                                        |
| |                     |                                        |
| 1080 | 26 de março de 2019 | Rui Chapéu                             |
| |                     |                                        |
| |                     |                                        |
| |                     |                                        |
| 1081 | 27 de março de 2019 | Gabriel Diniz                          |
| |                     |                                        |
| |                     |                                        |
| |                     |                                        |
| 1082 | 28 de março de 2019 | Elenco de Encrenca                     |
| |                     |                                        |
| |                     |                                        |
| |                     |                                        |
| 1083 | 29 de março de 2019 | Cláudio Heinrich                       |
| |                     |                                        |
| |                     |                                        |
| |                     |                                        |

## Abril
| N.º  | Data de exibição    | Convidado(s)                                                      |
| ---- | ------------------- | ----------------------------------------------------------------- |
| 1084 | 1 de abril de 2019  | Ricardo Schnetzer                                                 |
|      |                     |                                                                   |
|      |                     |                                                                   |
|      |                     |                                                                   |
| 1085 | 2 de abril de 2019  | Zachary Levi                                                      |
|      |                     |                                                                   |
|      |                     |                                                                   |
|      |                     |                                                                   |
| 1086 | 3 de abril de 2019  | Márcia Fellipe                                                    |
|      |                     |                                                                   |
|      |                     |                                                                   |
|      |                     |                                                                   |
| 1087 | 4 de abril de 2019  | Fafy Siqueira                                                     |
|      |                     |                                                                   |
|      |                     |                                                                   |
|      |                     |                                                                   |
| 1088 | 5 de abril de 2019  | Produtores de 1964: O Brasil entre Armas e Livros; Carol Nakamura |
|      |                     |                                                                   |
|      |                     |                                                                   |
|      |                     |                                                                   |
| 1089 | 8 de abril de 2019  | Rodrigo Capella                                                   |
|      |                     |                                                                   |
|      |                     |                                                                   |
|      |                     |                                                                   |
| 1090 | 9 de abril de 2019  | Lexa                                                              |
|      |                     |                                                                   |
|      |                     |                                                                   |
|      |                     |                                                                   |
| 1091 | 10 de abril de 2019 | Sérgio Reis                                                       |
|      |                     |                                                                   |
|      |                     |                                                                   |
|      |                     |                                                                   |
| 1092 | 11 de abril de 2019 | Theo Becker                                                       |
|      |                     |                                                                   |
|      |                     |                                                                   |
|      |                     |                                                                   |
| 1093 | 12 de abril de 2019 | Orishas                                                           |
|      |                     |                                                                   |
|      |                     |                                                                   |
|      |                     |                                                                   |
| 1094 | 15 de abril de 2019 | Márcia Fernandes                                                  |
|      |                     |                                                                   |
|      |                     |                                                                   |
|      |                     |                                                                   |
| 1095 | 16 de abril de 2019 | Luisa Marilac                                                     |
|      |                     |                                                                   |
|      |                     |                                                                   |
|      |                     |                                                                   |
| 1096 | 17 de abril de 2019 | César Menotti & Fabiano                                           |
|      |                     |                                                                   |
|      |                     |                                                                   |
|      |                     |                                                                   |
| 1097 | 18 de abril de 2019 | Matheus Ceará                                                     |
|      |                     |                                                                   |
|      |                     |                                                                   |
|      |                     |                                                                   |
| 1098 | 19 de abril de 2019 | Adhemar de Campos                                                 |
|      |                     |                                                                   |
|      |                     |                                                                   |
|      |                     |                                                                   |
| 1099 | 22 de abril de 2019 | Alexandre Garcia                                                  |
|      |                     |                                                                   |
|      |                     |                                                                   |
|      |                     |                                                                   |
| 1100 | 23 de abril de 2019 | Marcelo Tas e jurados do Batalha Makers Brasil                    |
|      |                     |                                                                   |
|      |                     |                                                                   |
|      |                     |                                                                   |
| 1101 | 24 de abril de 2019 | Robson Bailarino                                                  |
|      |                     |                                                                   |
|      |                     |                                                                   |
|      |                     |                                                                   |
| 1102 | 25 de abril de 2019 | João Kléber                                                       |
|      |                     |                                                                   |
|      |                     |                                                                   |
|      |                     |                                                                   |
| 1103 | 26 de abril de 2019 | Vitão, Rebecca Gringa                                             |
|      |                     |                                                                   |
|      |                     |                                                                   |
|      |                     |                                                                   |
| 1104 | 29 de abril de 2019 | "Tudo de Novo"; Fofoquito                                         |
|      |                     |                                                                   |
|      |                     |                                                                   |
|      |                     |                                                                   |
| 1105 | 30 de abril de 2019 | Alexandre Danielli                                                |
|      |                     |                                                                   |
|      |                     |                                                                   |
|      |                     |                                                                   |

## Maio
| N.º  | Data de exibição   | Convidado(s)                      |
| ---- | ------------------ | --------------------------------- |
| 1106 | 1 de maio de 2019  | Bola                              |
|      |                    |                                   |
|      |                    |                                   |
|      |                    |                                   |
| 1107 | 2 de maio de 2019  | Sylvia Massari; Ávine Vinny       |
|      |                    |                                   |
|      |                    |                                   |
|      |                    |                                   |
| 1108 | 3 de maio de 2019  | UM44K                             |
|      |                    |                                   |
|      |                    |                                   |
|      |                    |                                   |
| 1109 | 6 de maio de 2019  | Luiz Felipe Pondé                 |
|      |                    |                                   |
|      |                    |                                   |
|      |                    |                                   |
| 1110 | 7 de maio de 2019  | Justice Smith                     |
|      |                    |                                   |
|      |                    |                                   |
|      |                    |                                   |
| 1111 | 8 de maio de 2019  | Fernando & Sorocaba               |
|      |                    |                                   |
|      |                    |                                   |
|      |                    |                                   |
| 1112 | 9 de maio de 2019  | Caju & Castanha                   |
|      |                    |                                   |
|      |                    |                                   |
|      |                    |                                   |
| 1113 | 10 de maio de 2019 | Barbara Fialho; Paulo Baron       |
|      |                    |                                   |
|      |                    |                                   |
|      |                    |                                   |
| 1114 | 13 de maio de 2019 | Grupo Exalta, Gui Santana         |
|      |                    |                                   |
|      |                    |                                   |
|      |                    |                                   |
| 1115 | 14 de maio de 2019 | Leda Nagle                        |
|      |                    |                                   |
|      |                    |                                   |
|      |                    |                                   |
| 1116 | 15 de maio de 2019 | Daniela Albuquerque               |
|      |                    |                                   |
|      |                    |                                   |
|      |                    |                                   |
| 1117 | 16 de maio de 2019 | Carlos Alberto de Nóbrega         |
|      |                    |                                   |
|      |                    |                                   |
|      |                    |                                   |
| 1118 | 17 de maio de 2019 | Atila Kw; Ricardo Bellino         |
|      |                    |                                   |
|      |                    |                                   |
|      |                    |                                   |
| 1119 | 20 de maio de 2019 | Christina Rocha                   |
|      |                    |                                   |
|      |                    |                                   |
|      |                    |                                   |
| 1120 | 21 de maio de 2019 | Elymar Santos                     |
|      |                    |                                   |
|      |                    |                                   |
|      |                    |                                   |
| 1121 | 22 de maio de 2019 | Zé Neto & Cristiano               |
|      |                    |                                   |
|      |                    |                                   |
|      |                    |                                   |
| 1122 | 23 de maio de 2019 | Sérgio Mallandro                  |
|      |                    |                                   |
|      |                    |                                   |
|      |                    |                                   |
| 1123 | 24 de maio de 2019 | Peter Jordan                      |
|      |                    |                                   |
|      |                    |                                   |
|      |                    |                                   |
| 1124 | 27 de maio de 2019 | Homenagem ao cantor Gabriel Diniz |
|      |                    |                                   |
|      |                    |                                   |
|      |                    |                                   |
| 1125 | 28 de maio de 2019 | André Pateta                      |
|      |                    |                                   |
|      |                    |                                   |
|      |                    |                                   |
| 1126 | 29 de maio de 2019 | Cláudio Manoel                    |
|      |                    |                                   |
|      |                    |                                   |
|      |                    |                                   |
| 1127 | 30 de maio de 2019 | Jair Bolsonaro                    |
|      |                    |                                   |
|      |                    |                                   |
|      |                    |                                   |
| 1128 | 31 de maio de 2019 | Isabeli Fontana                   |
|      |                    |                                   |
|      |                    |                                   |
|      |                    |                                   |

## Junho
| N.º                                                | Data de exibição    | Convidado(s)                                 |
| -------------------------------------------------- | ------------------- | -------------------------------------------- |
| 1129                                               | 3 de junho de 2019  | Elenco e direção de Fênix Negra              |
|                                                    |                     |                                              |
|                                                    |                     |                                              |
|                                                    |                     |                                              |
| 1130                                               | 4 de junho de 2019  | Rogério Skylab                               |
|                                                    |                     |                                              |
|                                                    |                     |                                              |
|                                                    |                     |                                              |
| 1131                                               | 5 de junho de 2019  | Valesca Popozuda                             |
|                                                    |                     |                                              |
|                                                    |                     |                                              |
|                                                    |                     |                                              |
| 1132                                               | 6 de junho de 2019  | Matheus & Kauan                              |
|                                                    |                     |                                              |
|                                                    |                     |                                              |
|                                                    |                     |                                              |
| 1133                                               | 7 de junho de 2019  | Leonardo Amaral e Kleber Tanide              |
|                                                    |                     |                                              |
|                                                    |                     |                                              |
|                                                    |                     |                                              |
| 1134                                               | 10 de junho de 2019 | Edmundo                                      |
|                                                    |                     |                                              |
|                                                    |                     |                                              |
|                                                    |                     |                                              |
| 1135                                               | 11 de junho de 2019 | Rey Biannchi                                 |
|                                                    |                     |                                              |
|                                                    |                     |                                              |
|                                                    |                     |                                              |
| 1136                                               | 12 de junho de 2019 | Casais da terceira idade                     |
|                                                    |                     |                                              |
| Observação: Episódio especial de Dia dos Namorados |                     |                                              |
|                                                    |                     |                                              |
| 1137                                               | 13 de junho de 2019 | Gabriela Spanic                              |
|                                                    |                     |                                              |
|                                                    |                     |                                              |
|                                                    |                     |                                              |
| 1138                                               | 14 de junho de 2019 | Luan Estilizado                              |
|                                                    |                     |                                              |
|                                                    |                     |                                              |
|                                                    |                     |                                              |
| 1139                                               | 17 de junho de 2019 | Maísa Pacheco                                |
|                                                    |                     |                                              |
|                                                    |                     |                                              |
|                                                    |                     |                                              |
| 1140                                               | 18 de junho de 2019 | Cezar & Paulinho                             |
|                                                    |                     |                                              |
|                                                    |                     |                                              |
|                                                    |                     |                                              |
| 1141                                               | 19 de junho de 2019 | Arnold Schwarzenegger                        |
|                                                    |                     |                                              |
|                                                    |                     |                                              |
|                                                    |                     |                                              |
| 1142                                               | 20 de junho de 2019 | Gleyfy Brauly                                |
|                                                    |                     |                                              |
|                                                    |                     |                                              |
|                                                    |                     |                                              |
| 1143                                               | 21 de junho de 2019 | Banda PAD; Rick Thibau                       |
|                                                    |                     |                                              |
|                                                    |                     |                                              |
|                                                    |                     |                                              |
| 1144                                               | 24 de junho de 2019 | Falamansa                                    |
|                                                    |                     |                                              |
|                                                    |                     |                                              |
|                                                    |                     |                                              |
| 1145                                               | 25 de junho de 2019 | Paloma Bernardi e roteiristas de O Escolhido |
|                                                    |                     |                                              |
|                                                    |                     |                                              |
|                                                    |                     |                                              |
| 1146                                               | 26 de junho de 2019 | Marcelo Falcão                               |
|                                                    |                     |                                              |
|                                                    |                     |                                              |
|                                                    |                     |                                              |
| 1147                                               | 27 de junho de 2019 | David Carreira, Fernando Rocha               |
|                                                    |                     |                                              |
|                                                    |                     |                                              |
|                                                    |                     |                                              |
| 1148                                               | 28 de junho de 2019 | Paula Mattos                                 |
|                                                    |                     |                                              |
|                                                    |                     |                                              |
|                                                    |                     |                                              |

## Julho
| N.º  | Data de exibição    | Convidado(s)                                       |
| ---- | ------------------- | -------------------------------------------------- |
| 1149 | 1 de julho de 2019  | Padre Reginaldo Manzotti; 3030                     |
|      |                     |                                                    |
|      |                     |                                                    |
|      |                     |                                                    |
| 1150 | 2 de julho de 2019  | Luiz Guilherme; Marcelo Tavares                    |
|      |                     |                                                    |
|      |                     |                                                    |
|      |                     |                                                    |
| 1151 | 3 de julho de 2019  | Thaeme & Thiago                                    |
|      |                     |                                                    |
|      |                     |                                                    |
|      |                     |                                                    |
| 1152 | 4 de julho de 2019  | Olga Bongiovanni                                   |
|      |                     |                                                    |
|      |                     |                                                    |
|      |                     |                                                    |
| 1153 | 5 de julho de 2019  | Bruno Bittencourt                                  |
|      |                     |                                                    |
|      |                     |                                                    |
|      |                     |                                                    |
| 1154 | 8 de julho de 2019  | Diego Hypólito                                     |
|      |                     |                                                    |
|      |                     |                                                    |
|      |                     |                                                    |
| 1155 | 9 de julho de 2019  | Vida Vlatt                                         |
|      |                     |                                                    |
|      |                     |                                                    |
|      |                     |                                                    |
| 1156 | 10 de julho de 2019 | Zé Felipe                                          |
|      |                     |                                                    |
|      |                     |                                                    |
|      |                     |                                                    |
| 1157 | 11 de julho de 2019 | Vivi Fernandez                                     |
|      |                     |                                                    |
|      |                     |                                                    |
|      |                     |                                                    |
| 1158 | 12 de julho de 2019 | Jiraya e Manabu; Yumi Matsuzawa                    |
|      |                     |                                                    |
|      |                     |                                                    |
|      |                     |                                                    |
| 1159 | 15 de julho de 2019 | Mestre Kobi Lichtenstein                           |
|      |                     |                                                    |
|      |                     |                                                    |
|      |                     |                                                    |
| 1160 | 16 de julho de 2019 | Gkay                                               |
|      |                     |                                                    |
|      |                     |                                                    |
|      |                     |                                                    |
| 1161 | 17 de julho de 2019 | MC Loma e as Gêmeas Lacração                       |
|      |                     |                                                    |
|      |                     |                                                    |
|      |                     |                                                    |
| 1162 | 18 de julho de 2019 | Celso Portiolli                                    |
|      |                     |                                                    |
|      |                     |                                                    |
|      |                     |                                                    |
| 1163 | 19 de julho de 2019 | Flávio Augusto                                     |
|      |                     |                                                    |
|      |                     |                                                    |
|      |                     |                                                    |
| 1164 | 22 de julho de 2019 | Mtir Ghzel                                         |
|      |                     |                                                    |
|      |                     |                                                    |
|      |                     |                                                    |
| 1165 | 23 de julho de 2019 | Ana Beatriz Barbosa; Eduardo Araújo                |
|      |                     |                                                    |
|      |                     |                                                    |
|      |                     |                                                    |
| 1166 | 24 de julho de 2019 | Enzo Rabelo                                        |
|      |                     |                                                    |
|      |                     |                                                    |
|      |                     |                                                    |
| 1167 | 25 de julho de 2019 | Cachorro Chico e Patrícia Barros; Simone & Simaria |
|      |                     |                                                    |
|      |                     |                                                    |
|      |                     |                                                    |
| 1168 | 26 de julho de 2019 | Agustin Fernandez                                  |
|      |                     |                                                    |
|      |                     |                                                    |
|      |                     |                                                    |
| 1169 | 29 de julho de 2019 | Robson Jassa                                       |
|      |                     |                                                    |
|      |                     |                                                    |
|      |                     |                                                    |
| 1170 | 30 de julho de 2019 | Peninha                                            |
|      |                     |                                                    |
|      |                     |                                                    |
|      |                     |                                                    |
| 1171 | 31 de julho de 2019 | Lauana Prado                                       |
|      |                     |                                                    |
|      |                     |                                                    |
|      |                     |                                                    |

## Agosto
| N.º                                                                                               | Data de exibição     | Convidado(s)                                        |
| ------------------------------------------------------------------------------------------------- | -------------------- | --------------------------------------------------- |
| 1172                                                                                              | 1 de agosto de 2019  | Charlles e Tiringa                                  |
|                                                                                                   |                      |                                                     |
|                                                                                                   |                      |                                                     |
|                                                                                                   |                      |                                                     |
| 1173                                                                                              | 2 de agosto de 2019  | Fiaspo, Velberan e AssopraFitas                     |
| Os youtubers Fiaspo, Velberan e Gusang (AssopraFitas) se enfrentam em um Combate de Fãs de Games. |                      |                                                     |
|                                                                                                   |                      |                                                     |
|                                                                                                   |                      |                                                     |
| 1174                                                                                              | 5 de agosto de 2019  | Evê Sobral                                          |
| Murilo Couto (como Murilo Coach) fala sobre compras e vendas na rua.                              |                      |                                                     |
|                                                                                                   |                      |                                                     |
|                                                                                                   |                      |                                                     |
| 1175                                                                                              | 6 de agosto de 2019  | Oscar Magrini e Yakko Sideratos                     |
| Fight de Piadas: Bubiz Barros x Rodrigo Willy                                                     |                      |                                                     |
|                                                                                                   |                      |                                                     |
|                                                                                                   |                      |                                                     |
| 1176                                                                                              | 7 de agosto de 2019  | KondZilla, elenco de Sintonia                       |
|                                                                                                   |                      |                                                     |
|                                                                                                   |                      |                                                     |
|                                                                                                   |                      |                                                     |
| 1177                                                                                              | 8 de agosto de 2019  | Paula Fernandes                                     |
|                                                                                                   |                      |                                                     |
|                                                                                                   |                      |                                                     |
|                                                                                                   |                      |                                                     |
| 1178                                                                                              | 9 de agosto de 2019  | Rivkah                                              |
|                                                                                                   |                      |                                                     |
|                                                                                                   |                      |                                                     |
|                                                                                                   |                      |                                                     |
| 1179                                                                                              | 12 de agosto de 2019 | João Carlos Martins, Laren                          |
|                                                                                                   |                      |                                                     |
|                                                                                                   |                      |                                                     |
|                                                                                                   |                      |                                                     |
| 1180                                                                                              | 13 de agosto de 2019 | Bahiaco; Thiago Carmona e Stevan Gaipo              |
|                                                                                                   |                      |                                                     |
|                                                                                                   |                      |                                                     |
|                                                                                                   |                      |                                                     |
| 1181                                                                                              | 14 de agosto de 2019 | Marlon Wayans                                       |
|                                                                                                   |                      |                                                     |
|                                                                                                   |                      |                                                     |
|                                                                                                   |                      |                                                     |
| 1182                                                                                              | 15 de agosto de 2019 | Patricia Abravanel                                  |
|                                                                                                   |                      |                                                     |
|                                                                                                   |                      |                                                     |
|                                                                                                   |                      |                                                     |
| 1183                                                                                              | 16 de agosto de 2019 | Marcelo Lau, Hugo & Guilherme                       |
|                                                                                                   |                      |                                                     |
|                                                                                                   |                      |                                                     |
|                                                                                                   |                      |                                                     |
| 1184                                                                                              | 19 de agosto de 2019 | Celtic Woman; Comida dos Astros                     |
|                                                                                                   |                      |                                                     |
|                                                                                                   |                      |                                                     |
|                                                                                                   |                      |                                                     |
| 1185                                                                                              | 20 de agosto de 2019 | Frederico Genezini                                  |
|                                                                                                   |                      |                                                     |
|                                                                                                   |                      |                                                     |
|                                                                                                   |                      |                                                     |
| 1186                                                                                              | 21 de agosto de 2019 | Irmãos à Obra, Bibi na Batera                       |
|                                                                                                   |                      |                                                     |
|                                                                                                   |                      |                                                     |
|                                                                                                   |                      |                                                     |
| 1187                                                                                              | 22 de agosto de 2019 | Leandro Hassum                                      |
|                                                                                                   |                      |                                                     |
|                                                                                                   |                      |                                                     |
|                                                                                                   |                      |                                                     |
| 1188                                                                                              | 23 de agosto de 2019 | Mauricio Dollenz                                    |
|                                                                                                   |                      |                                                     |
|                                                                                                   |                      |                                                     |
|                                                                                                   |                      |                                                     |
| 1189                                                                                              | 26 de agosto de 2019 | Ana Botafogo; Elenco de Chaves - Um Tributo Musical |
|                                                                                                   |                      |                                                     |
|                                                                                                   |                      |                                                     |
|                                                                                                   |                      |                                                     |
| 1190                                                                                              | 27 de agosto de 2019 | Beto Barbosa                                        |
|                                                                                                   |                      |                                                     |
|                                                                                                   |                      |                                                     |
|                                                                                                   |                      |                                                     |
| 1191                                                                                              | 28 de agosto de 2019 | Clube das Mulheres                                  |
|                                                                                                   |                      |                                                     |
|                                                                                                   |                      |                                                     |
|                                                                                                   |                      |                                                     |
| 1192                                                                                              | 29 de agosto de 2019 | Roberto Gómez Fernández                             |
|                                                                                                   |                      |                                                     |
|                                                                                                   |                      |                                                     |
|                                                                                                   |                      |                                                     |
| 1193                                                                                              | 30 de agosto de 2019 | Movimento Brasil Livre (MBL), Jonas Esticado        |
|                                                                                                   |                      |                                                     |
|                                                                                                   |                      |                                                     |
|                                                                                                   |                      |                                                     |

## Setembro
| N.º  | Data de exibição       | Convidado(s)                                   |
| ---- | ---------------------- | ---------------------------------------------- |
| 1194 | 2 de setembro de 2019  | Blaya, Léo Áquilla                             |
|      |                        |                                                |
|      |                        |                                                |
|      |                        |                                                |
| 1195 | 3 de setembro de 2019  | Lucas Molina; Jansen Serra                     |
|      |                        |                                                |
|      |                        |                                                |
|      |                        |                                                |
| 1196 | 4 de setembro de 2019  | Nicole Bahls e Marcelo Bimbi                   |
|      |                        |                                                |
|      |                        |                                                |
|      |                        |                                                |
| 1197 | 5 de setembro de 2019  | Batoré                                         |
|      |                        |                                                |
|      |                        |                                                |
|      |                        |                                                |
| 1198 | 6 de setembro de 2019  | Nathalie Moelhausen; Mini Opala da Internet    |
|      |                        |                                                |
|      |                        |                                                |
|      |                        |                                                |
| 1199 | 9 de setembro de 2019  | Negra Li                                       |
|      |                        |                                                |
|      |                        |                                                |
|      |                        |                                                |
| 1200 | 10 de setembro de 2019 | Hugo Sousa                                     |
|      |                        |                                                |
|      |                        |                                                |
|      |                        |                                                |
| 1201 | 11 de setembro de 2019 | Inimigos da HP                                 |
|      |                        |                                                |
|      |                        |                                                |
|      |                        |                                                |
| 1202 | 12 de setembro de 2019 | Especial Memes                                 |
|      |                        |                                                |
|      |                        |                                                |
|      |                        |                                                |
| 1203 | 13 de setembro de 2019 | Paulinho Gigante e Katyucia Barros; Amy Roloff |
|      |                        |                                                |
|      |                        |                                                |
|      |                        |                                                |
| 1204 | 16 de setembro de 2019 | Victor Fasano                                  |
|      |                        |                                                |
|      |                        |                                                |
|      |                        |                                                |
| 1205 | 17 de setembro de 2019 | Geisy Arruda                                   |
|      |                        |                                                |
|      |                        |                                                |
|      |                        |                                                |
| 1206 | 18 de setembro de 2019 | Pedro Capó                                     |
|      |                        |                                                |
|      |                        |                                                |
|      |                        |                                                |
| 1207 | 19 de setembro de 2019 | Camilla Faustino; Juarez da TekPix             |
|      |                        |                                                |
|      |                        |                                                |
|      |                        |                                                |
| 1208 | 20 de setembro de 2019 | Kevin O Chris                                  |
|      |                        |                                                |
|      |                        |                                                |
|      |                        |                                                |
| 1209 | 23 de setembro de 2019 | Pedra Letícia                                  |
|      |                        |                                                |
|      |                        |                                                |
|      |                        |                                                |
| 1210 | 24 de setembro de 2019 | Thiago Marreta                                 |
|      |                        |                                                |
|      |                        |                                                |
|      |                        |                                                |
| 1211 | 25 de setembro de 2019 | Bonde do Tigrão                                |
|      |                        |                                                |
|      |                        |                                                |
|      |                        |                                                |
| 1212 | 26 de setembro de 2019 | Bruno e Marrone                                |
|      |                        |                                                |
|      |                        |                                                |
|      |                        |                                                |
| 1213 | 27 de setembro de 2019 | Renan da Resenha                               |
|      |                        |                                                |
|      |                        |                                                |
|      |                        |                                                |
| 1214 | 30 de setembro de 2019 | Dr. Bactéria                                   |
|      |                        |                                                |
|      |                        |                                                |
|      |                        |                                                |

## Outubro
| N.º                                        | Data de exibição      | Convidado(s)                                         |
| ------------------------------------------ | --------------------- | ---------------------------------------------------- |
| 1215                                       | 1 de outubro de 2019  | Rodrigo Raineri; Daniel Drexler                      |
|                                            |                       |                                                      |
|                                            |                       |                                                      |
|                                            |                       |                                                      |
| 1216                                       | 2 de outubro de 2019  | Péricles                                             |
|                                            |                       |                                                      |
|                                            |                       |                                                      |
|                                            |                       |                                                      |
| 1217                                       | 3 de outubro de 2019  | Tiago Abravanel                                      |
|                                            |                       |                                                      |
|                                            |                       |                                                      |
|                                            |                       |                                                      |
| 1218                                       | 4 de outubro de 2019  | Juliana Camargo; Jackson Galaxy                      |
|                                            |                       |                                                      |
|                                            |                       |                                                      |
|                                            |                       |                                                      |
| 1219                                       | 7 de outubro de 2019  | Júnior Bass Groovador; Lucero                        |
|                                            |                       |                                                      |
|                                            |                       |                                                      |
|                                            |                       |                                                      |
| 1220                                       | 8 de outubro de 2019  | Cris Nikolaus; Camgirls e camboys                    |
|                                            |                       |                                                      |
|                                            |                       |                                                      |
|                                            |                       |                                                      |
| 1221                                       | 9 de outubro de 2019  | Eduardo Costa                                        |
|                                            |                       |                                                      |
|                                            |                       |                                                      |
|                                            |                       |                                                      |
| 1222                                       | 10 de outubro de 2019 | Rogério Morgado                                      |
|                                            |                       |                                                      |
|                                            |                       |                                                      |
|                                            |                       |                                                      |
| 1223                                       | 11 de outubro de 2019 | Equipe de Zuzubalândia                               |
|                                            |                       |                                                      |
|                                            |                       |                                                      |
|                                            |                       |                                                      |
| 1224                                       | 14 de outubro de 2019 | Markinhos Moura, Myrian Rios                         |
|                                            |                       |                                                      |
|                                            |                       |                                                      |
|                                            |                       |                                                      |
| 1225                                       | 15 de outubro de 2019 | André Marinho                                        |
|                                            |                       |                                                      |
|                                            |                       |                                                      |
|                                            |                       |                                                      |
| 1226                                       | 16 de outubro de 2019 | Diego & Victor Hugo                                  |
|                                            |                       |                                                      |
|                                            |                       |                                                      |
|                                            |                       |                                                      |
| 1227                                       | 17 de outubro de 2019 | Casseta & Planeta                                    |
|                                            |                       |                                                      |
|                                            |                       |                                                      |
|                                            |                       |                                                      |
| 1228                                       | 18 de outubro de 2019 | Nickelback, Lochlyn Munro                            |
|                                            |                       |                                                      |
|                                            |                       |                                                      |
|                                            |                       |                                                      |
| 1229                                       | 21 de outubro de 2019 | Timoteo Domingos                                     |
|                                            |                       |                                                      |
|                                            |                       |                                                      |
|                                            |                       |                                                      |
| 1230                                       | 22 de outubro de 2019 | Eagle-Eye Cherry, Fernando Sardinha                  |
|                                            |                       |                                                      |
|                                            |                       |                                                      |
|                                            |                       |                                                      |
| 1231                                       | 23 de outubro de 2019 | Karametade                                           |
|                                            |                       |                                                      |
|                                            |                       |                                                      |
|                                            |                       |                                                      |
| 1232                                       | 24 de outubro de 2019 | Larissa Manoela                                      |
|                                            |                       |                                                      |
|                                            |                       |                                                      |
|                                            |                       |                                                      |
| 1233                                       | 28 de outubro de 2019 | Maria Zilda                                          |
|                                            |                       |                                                      |
|                                            |                       |                                                      |
|                                            |                       |                                                      |
| 1234                                       | 29 de outubro de 2019 | Terraplanistas                                       |
|                                            |                       |                                                      |
|                                            |                       |                                                      |
|                                            |                       |                                                      |
| 1235                                       | 30 de outubro de 2019 | Presidentes das Associações de Vampiros e Lobisomens |
|                                            |                       |                                                      |
| Observação: Episódio especial de Halloween |                       |                                                      |
|                                            |                       |                                                      |
| 1236                                       | 31 de outubro de 2019 | Pereira França Neto                                  |
|                                            |                       |                                                      |
|                                            |                       |                                                      |
|                                            |                       |                                                      |

## Novembro
| N.º  | Data de exibição       | Convidado(s)                                        |
| ---- | ---------------------- | --------------------------------------------------- |
| 1237 | 1 de novembro de 2019  | Now United                                          |
|      |                        |                                                     |
|      |                        |                                                     |
|      |                        |                                                     |
| 1238 | 4 de novembro de 2019  | Gaby Violeira                                       |
|      |                        |                                                     |
|      |                        |                                                     |
|      |                        |                                                     |
| 1239 | 5 de novembro de 2019  | KT Tunstall; Catia Paganote                         |
|      |                        |                                                     |
|      |                        |                                                     |
|      |                        |                                                     |
| 1240 | 6 de novembro de 2019  | Henry Vargas e Klauss Durães                        |
|      |                        |                                                     |
|      |                        |                                                     |
|      |                        |                                                     |
| 1241 | 7 de novembro de 2019  | Patrick Maia                                        |
|      |                        |                                                     |
|      |                        |                                                     |
|      |                        |                                                     |
| 1242 | 8 de novembro de 2019  | Gabi Lopes                                          |
|      |                        |                                                     |
|      |                        |                                                     |
|      |                        |                                                     |
| 1243 | 11 de novembro de 2019 | Scott Stapp; Roberto Cabrini                        |
|      |                        |                                                     |
|      |                        |                                                     |
|      |                        |                                                     |
| 1244 | 12 de novembro de 2019 | Banda INGOT; Juca de Oliveira e Taumaturgo Ferreira |
|      |                        |                                                     |
|      |                        |                                                     |
|      |                        |                                                     |
| 1245 | 13 de novembro de 2019 | Daniel                                              |
|      |                        |                                                     |
|      |                        |                                                     |
|      |                        |                                                     |
| 1246 | 14 de novembro de 2019 | Cat Dealers; Maurício Meirelles e Felipe Xavier     |
|      |                        |                                                     |
|      |                        |                                                     |
|      |                        |                                                     |
| 1247 | 15 de novembro de 2019 | CNCO                                                |
|      |                        |                                                     |
|      |                        |                                                     |
|      |                        |                                                     |
| 1248 | 18 de novembro de 2019 | Jane e Herondy                                      |
|      |                        |                                                     |
|      |                        |                                                     |
|      |                        |                                                     |
| 1249 | 19 de novembro de 2019 | Mc Gorilla                                          |
|      |                        |                                                     |
|      |                        |                                                     |
|      |                        |                                                     |
| 1250 | 20 de novembro de 2019 | Léo Chaves                                          |
|      |                        |                                                     |
|      |                        |                                                     |
|      |                        |                                                     |
| 1251 | 21 de novembro de 2019 | Juan Marcus e Vinicius; Alexandre Porpetone         |
|      |                        |                                                     |
|      |                        |                                                     |
|      |                        |                                                     |
| 1252 | 22 de novembro de 2019 | Patati Patatá                                       |
|      |                        |                                                     |
|      |                        |                                                     |
|      |                        |                                                     |
| 1253 | 25 de novembro de 2019 | Wanessa Camargo                                     |
|      |                        |                                                     |
|      |                        |                                                     |
|      |                        |                                                     |
| 1254 | 26 de novembro de 2019 | Preto no Branco                                     |
|      |                        |                                                     |
|      |                        |                                                     |
|      |                        |                                                     |
| 1255 | 27 de novembro de 2019 | Jorge e Mateus                                      |
|      |                        |                                                     |
|      |                        |                                                     |
|      |                        |                                                     |
| 1256 | 28 de novembro de 2019 | Caçulinha                                           |
|      |                        |                                                     |
|      |                        |                                                     |
|      |                        |                                                     |
| 1257 | 29 de novembro de 2019 | Fernandinho Beat Box                                |
|      |                        |                                                     |
|      |                        |                                                     |
|      |                        |                                                     |

## Dezembro
| N.º  | Data de exibição       | Convidado(s)                                   |
| ---- | ---------------------- | ---------------------------------------------- |
| 1258 | 2 de dezembro de 2019  | Pedro Scooby                                   |
|      |                        |                                                |
|      |                        |                                                |
|      |                        |                                                |
| 1259 | 3 de dezembro de 2019  | Bobby Holland                                  |
|      |                        |                                                |
|      |                        |                                                |
|      |                        |                                                |
| 1260 | 4 de dezembro de 2019  | Humberto e Ronaldo                             |
|      |                        |                                                |
|      |                        |                                                |
|      |                        |                                                |
| 1261 | 5 de dezembro de 2019  | Pedro Manso                                    |
|      |                        |                                                |
|      |                        |                                                |
|      |                        |                                                |
| 1262 | 6 de dezembro de 2019  | Dinho Machado                                  |
|      |                        |                                                |
|      |                        |                                                |
|      |                        |                                                |
| 1263 | 9 de dezembro de 2019  | Luiz Ayrão                                     |
|      |                        |                                                |
|      |                        |                                                |
|      |                        |                                                |
| 1264 | 10 de dezembro de 2019 | José Almiro                                    |
|      |                        |                                                |
|      |                        |                                                |
|      |                        |                                                |
| 1265 | 11 de dezembro de 2019 | Badin, o Colono; Glenda Kozlowski              |
|      |                        |                                                |
|      |                        |                                                |
|      |                        |                                                |
| 1266 | 12 de dezembro de 2019 | Baianinho de Mauá                              |
|      |                        |                                                |
|      |                        |                                                |
|      |                        |                                                |
| 1267 | 13 de dezembro de 2019 | Armandinho                                     |
|      |                        |                                                |
|      |                        |                                                |
|      |                        |                                                |
| 1268 | 16 de dezembro de 2019 | Renan Cerpe; Bruttal                           |
|      |                        |                                                |
|      |                        |                                                |
|      |                        |                                                |
| 1269 | 17 de dezembro de 2019 | Gabriela; Mestres brasileiros do ioiô          |
|      |                        |                                                |
|      |                        |                                                |
|      |                        |                                                |
| 1270 | 18 de dezembro de 2019 | Nuno Leal Maia                                 |
|      |                        |                                                |
|      |                        |                                                |
|      |                        |                                                |
| 1271 | 19 de dezembro de 2019 | Brunão da Moto; Anhanguera Connection de Natal |
|      |                        |                                                |
|      |                        |                                                |
|      |                        |                                                |
| 1272 | 20 de dezembro de 2019 | Capitão Leonard Farah                          |
|      |                        |                                                |
|      |                        |                                                |
|      |                        |                                                |
| 1273 | 23 de dezembro de 2019 | Fernando Morgado                               |
|      |                        |                                                |
|      |                        |                                                |
|      |                        |                                                |
| 1274 | 24 de dezembro de 2019 | Jonathan Nemer                                 |
|      |                        |                                                |
|      |                        |                                                |
|      |                        |                                                |
| 1275 | 25 de dezembro de 2019 | Willem van Weerelt                             |
|      |                        |                                                |
|      |                        |                                                |
|      |                        |                                                |
| 1276 | 26 de dezembro de 2019 | Evandro Santo; Roberta Miranda                 |
|      |                        |                                                |
|      |                        |                                                |
|      |                        |                                                |
| 1277 | 27 de dezembro de 2019 | Rodrigo Cintra                                 |
|      |                        |                                                |
|      |                        |                                                |
|      |                        |                                                |